# Ахмет Лепеница
Ахмет Лепеница е османски офицер, боец и командир, известен най-вече с решаващата си роля при командването на албанското опълчение във войната за Вльора. Благодарение на албанската победа в тази битка става възможно просъществуването на Албания след края на ПСВ с т.нар. Парижка мирна конференция.

## Биография
Ахмет Лепеница е роден през 1872 г. в село Лепеница в региона на Вльора. Служи в османската армия, където достига до чин капитан.
След пълния османски разгром в Балканската война през 1912 г., Лепеница се включва като делегат от родния си край Вльора в общоалбанския конгрес във Вльора, полагайки подписа си под декларацията от Вльора.
В годините 1912 – 1914 е албански жандарм, след като е повишен в чин майор и назначен за командир на всички новообразувани албански жандармерийски части, с които воюва срещу гръцките андарти в Южна Албания. Оттегля се в родното си село след избухването на ПСВ и по време на т.нар. италиански протекторат над Албания. През 1919 г., след края на световната война, става отново активен играч в албанската политика и през 1920 г. е признат за главнокомандващ на албанските сили по време на войната за Вльора. Благодарение на този голям военен успех, Албания успява не само да просъществува, но и да запази границите си по Лондонския договор от 1913 г.
След военната победа, Лепеница е командир на албанската жандармерия в региона на Вльора. Участва в демократичната революция от 1924 г. в Албания. След завръщането на Зог I мигрира в Кралство Югославия. През 1926 г. e помилван от албанския монарх и се завръща да живее в родното си село. Умира в родното си село на 14 януари 1941 г. 